# مسعد بن عيد العطوي
مسعد بن عيد العطوي (ولد 1370 هـ / 1950 م) كاتب سعودي وأستاذ جامعي، وأحد مؤرِّخي الأدب في المملكة العربية السعودية. عُين عضوًا في مجلس الشورى عام 1422هـ. صدر له مجموعة من المؤلفات التي تُعنى بتاريخ مِنطَقة تبوك من أبرزها: (تبوك المعاصرة والآثار حولها)، و(تبوك قديمًا وحديثًا)، وصدرت له العديدُ من الكتب في النقد الأدبي.

## ولادته وتحصيله
ولد مسعد بن عيد العطوي في مدينة تبوك بالمملكة العربية السعودية، عام  1370هـ / 1950م، وفيها تلقَّى تعليمه العام. ثم حصل على الشهادة الجامعية (بكالوريوس) من كلية اللغة العربية بجامعة الإمام محمد بن سعود الإسلامية بالرياض عام 1393هـ. ثم تابع دراسته في مصر فحصل على شهادة (ماجستير) من جامعة الأزهر في القاهرة عام 1399هـ. ثم عاد إلى الرياض وحصل على شهادة (دكتوراه) في الأدب من جامعة الإمام محمد بن سعود الإسلامية.

## العمل
- بدأ حياته العملية معلمًا في المعهد العلمي في تبوك.
- عين عضو تدريس في كلية اللغة العربية والعلوم الاجتماعية بالقصيم.
- عين أستاذًا مشاركًا ثم أستاذًا بجامعة الإمام محمد بن سعود الإسلامية وظل يعمل فيها حتى تقاعده.
- عين في مجلس الشورى بعد تقاعده.
- عين رئيسًا لمجلس إدارة نادي تبوك الأدبي.[3]
- أستاذ الدراسات العليا في جامعة تبوك.
- له العديد من الإسهامات والمشاركات العلمية الثقافية داخل السعودية.[4]

## مؤلفاته
- أحمد العزاوي وآثاره الأدبية.
- العاشق العفيف عروة بن حزام.
- المقطعات الشعرية في الجاهلية وصدر الإسلام. صدر عن مكتبة التوبة عام 1993م.[5]
- الاتجاهات الفنية للقصة القصيرة في المملكة العربية السعودية.
- تبوك قديمًا وحديثًا.
- الرمز في الشعر السعودي.
- الاتجاهات الفنية للشعر إبان الحروب الصليبية.
- الشعر والمجتمع في المملكة العربية السعودية.
- الشعر الوجداني في المملكة العربية السعودية..
- الاتجاه الفكري للشعر في الخليج العربي.[6]
- (تبوك المعاصرة والآثار حولها) صدر عام 1430هـ (2009).[7]
- (العتابي: حياته وشعره) صدر عن نادي تبوك الأدبي.[8]
- (الغموض في الشعر العربي) صدر عام 1420.
- (الفكر والشكل في الشعر السعودي المعاصر) صدرت طبعته الثانية عن دار الكتاب الحديث في الأردن عام 2013.[7]
- (النقد في أحضان الجامعات: دراسة توصيفية) صدر عن دار عالم الكتب الحديث عام 2013.
- (بناء الفكر).
- (بناء الفكر التربوي).
- (بناء الفكر الإداري).[8]
- (التحول) سيرة ذاتية. صدرت عن دار عالم الكتب الحديث للنشر والتوزيع بالأردن عام 2013.[9]
- (تأملات في الشعر المعاصر) صدر عن دار عالم الكتب الحديث عام 2014.
- (السرد فكراً وبناءً) صدر عن دار عالم الكتب الحديث عام 2014.
- (وطنيات الواقع والأمل) صدر عام 2014.[10]
- (باقات من الشعر في المغرب العربي: دراسة تحليلية لأبنيتها الجمالية والدلالية) صدر عن دار عالم الكتب الحديث عام 2015.[11]
- (العملاق: رواية فلسفية في الفكر والتاريخ والتطور البشري) صدرت عن دار عالم الكتب الحديث عام 2015.
- (البنات في شعر الآباء).
- (تأملات فكرية وفلسفية) صدر عن دار الكتاب الحديث في الأردن عام 2016.[12]
- (تجليات فكرية) صدر عن دار الكتاب الحديث في الأردن عام 2017.[13]

## محاضرات ومشاركات
- شارك في ندوة تكريم الشاعر عبد الله بن إدريس (شخصية سعودية: الأديب عبد الله بن إدريس) ضمن فعاليات البرنامج الثقافي للمهرجان الوطني للتراث والثقافة الخامس والعشرين عام 2010.[14]
- شارك في ملتقى النقد الأدبي الذي أقيم في نادي الرياض الأدبي عام 2009م بورقة عنوانها «النقد في أحضان الجامعات».[3]

## تكريم وجوائز
- كرمه منتدى بامحسون الثقافي في الرياض عام 2019م.[14]
- كرمته ثلوثية د. محمد المشوح في الرياض عام 2022م.[15]
- جائزة الأمير فهد بن سلطان للتفوق العلمي والتميّز (مجال التميز في الإبداع والابتكار) عام 2024م.[16]

## وصلات خارجية
- د. مسعد بن عيد العطوي